# Geatnjajávri
Geatnjajávri es un lago en el municipio de Berlevåg, del condado de Finnmark, Noruega. El lago está situado justo al norte de la frontera con el municipio de Tana, en la carretera entre las localidades de Berlevåg y Båtsfjord. La ruta nacional noruega 890 cruza el lago en una calzada y un puente en el lado oeste del lago. El lago tiene una presa en el extremo norte y el agua finalmente desemboca en el río Kongsfjordelva.